# اکاترینا زاویالووا
اکاترینا زاویالووا (انگلیسی: Ekaterina Zavyalova؛ زادهٔ ۱ مارس ۱۹۹۱) دونده دو نیمه‌استقامت اهل روسیه است.
از افتخارات وی میتوان به کسب مدال نقره دو ۸۰۰ متر در بازی‌های المپیک تابستانی ۲۰۱۲ اشاره کرد.